# Roosecote
Roosecote – osada w Anglii, w Kumbrii, w dystrykcie (unitary authority) Westmorland and Furness. W 2011 liczyła 4724 mieszkańców.